# Kotulskit
Kotulskit ist ein relativ selten vorkommendes Mineral aus der Mineralklasse der „Sulfide und Sulfosalze“ mit der vereinfachten chemischen Zusammensetzung Pd(Te,Bi) und damit chemisch gesehen ein Palladium-Tellurid mit Anteilen von Bismut. Die in den runden Klammern angegebenen Elemente können sich in der Formel jeweils gegenseitig vertreten (Substitution, Diadochie), stehen jedoch immer im selben Mengenverhältnis zu den anderen Bestandteilen des Minerals.
Kotulskit kristallisiert im hexagonalen Kristallsystem, konnte bisher jedoch nur in Form winziger Körner und als Einschlüsse in anderen Mineralen gefunden werden. Das Mineral ist vollkommen undurchsichtig (opak) und zeigt auf den Oberflächen der stahlgrauen, im Auflicht auf polierten Flächen auch cremefarbenen oder hellgelben, Körner einen metallischen Glanz. Aufgrund der geringen Probengröße konnte bisher keine Strichfarbe ermittelt werden.

## Etymologie und Geschichte

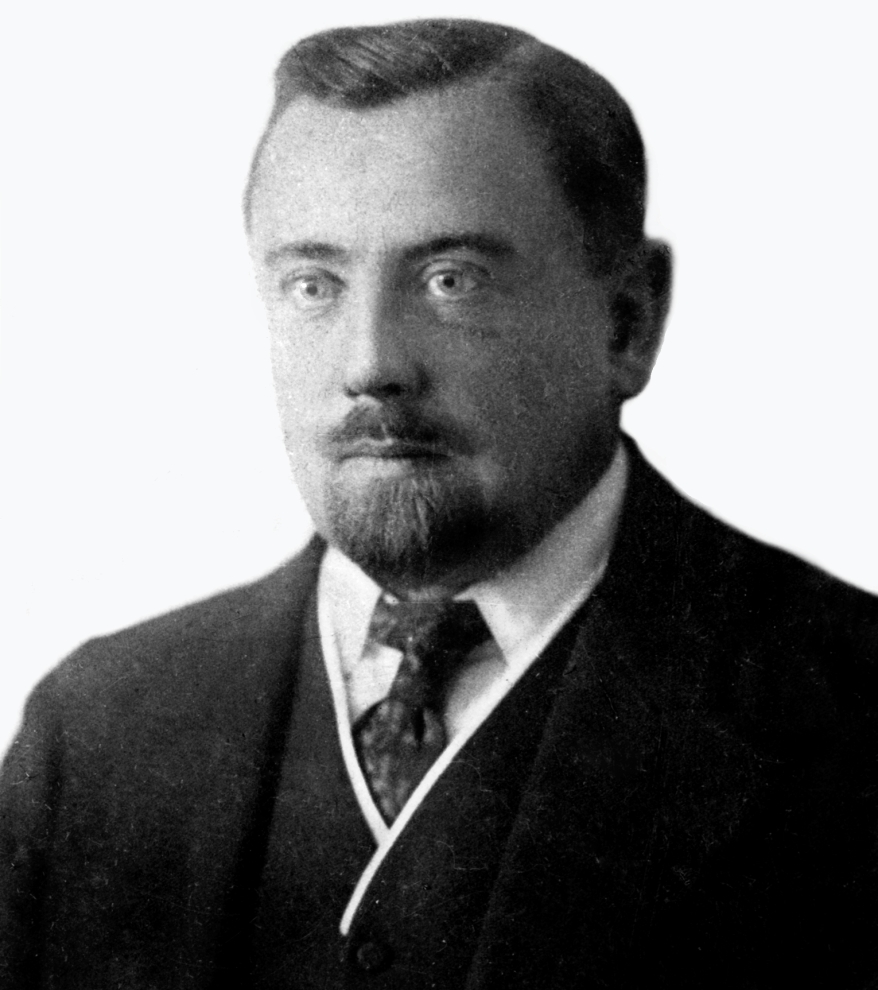
Wladimir Klimentjewitsch Kotulski (1916)

Erstmals entdeckt wurde Kotulskit zusammen mit Moncheit in den Kupfer-Nickel-Vererzungen der Montschetundra nahe Montschegorsk auf der Halbinsel Kola in der russischen Oblast Murmansk. Die Analyse und Erstbeschreibung erfolgte durch Alexander Dmitrijewitsch Genkin (russisch: Александр Дмитриевич Генкин; 1919–2010), N. N. Schurawlew, Je. M. Smirnowa, die das Mineral nach dem russisch-sowjetischen Geologen und Hochschullehrer Wladimir Klimentjewitsch Kotulski benannten.
Das Mineralogenteam um Genkin schickte seine Untersuchungsergebnisse und den gewählten Namen zur Prüfung bei der International Mineralogical Association (IMA) ein, die den Kotulskit als eigenständige Mineralart anerkannte. Die Publikation der Erstbeschreibung erfolgte 1963 im russischen Fachmagazin Sapiski Wsessojusnogo Mineralogitscheskogo Obschtschestwa (russisch Записки Всесоюзного Минералогического Общества, englisch Zapiski Vsesoyuznogo Mineralogicheskogo Obshchestva) und noch im gleichen Jahr als Kurzbeschreibung bei der Publikation der New Mineral Names im englischsprachigen Fachmagazin American Mineralogist.
Die Bestätigung der Anerkennung des Minerals durch die „Commission on New Minerals and Mineral Names“ der IMA erfolgte erst in einem 1967 erschienenen und 129 Erstbeschreibungen der Jahre 1961 bis 1964 zusammenfassenden Report. Infolgedessen besitzt Kotulskit keine IMA-Nummer, sondern wird unter der Summenanerkennung „IMA 1967 s.p.“ (special procedure) geführt.

## Klassifikation
Bereits in der veralteten 8. Auflage der Mineralsystematik nach Strunz gehörte der Kotulskit zur Klasse der „Sulfide und Sulfosalze“ und dort zur Abteilung der „Sulfide mit [dem Stoffmengenverhältnis] M : S = 1 : 1“, wo er zusammen mit Achávalit, Breithauptit, Freboldit, Imgreit (diskreditiert), Jaipurit, Langisit, Nickelin, Pyrrhotin, Sederholmit, Smythit und Troilit die „NiAs-Reihe“ mit der System-Nr. II/B.09a bildete.
Im zuletzt 2018 überarbeiteten und aktualisierten Lapis-Mineralienverzeichnis nach Stefan Weiß, das sich aus Rücksicht auf private Sammler und institutionelle Sammlungen noch nach dieser alten Form der Systematik von Karl Hugo Strunz richtet, erhielt das Mineral die System- und Mineral-Nr. II/C.20-80. In der „Lapis-Systematik“ entspricht dies der Abteilung „Sulfide mit [dem Stoffmengenverhältnis] Metall : S,Se,Te ≈ 1 : 1“, wo Kotulskit zusammen mit Breithauptit, Freboldit, Hexatestibiopanickelit, Langisit, Nickelin, Sederholmit, Sorosit, Stumpflit, Sudburyit und Vavřínit sowie im Anhang mit Cherepanovit, Polarit, Ruthenarsenit, Sobolevskit und Wassonit bildet.
Die seit 2001 gültige und von der International Mineralogical Association (IMA) zuletzt 2009 aktualisierte 9. Auflage der Strunz’schen Mineralsystematik ordnet den Kotulskit ebenfalls in die Abteilung der „Metallsulfide, M : S = 1 : 1 (und ähnliche)“ ein. Diese ist allerdings weiter unterteilt nach den in der Verbindung vorherrschenden Metallen, so dass das Mineral entsprechend seiner Zusammensetzung in der Unterabteilung „mit Nickel (Ni), Eisen (Fe), Cobalt (Co) usw.“ zu finden ist, wo es zusammen mit Achávalit, Breithauptit, Freboldit, Hexatestibiopanickelit, Jaipurit, Langisit, Nickelin, Sederholmit, Sobolevskit, Stumpflit, Sudburyit, Vavřínit und Zlatogorit ebenfalls die „Nickelin-Gruppe“ mit der System-Nr. 2.CC.05 bildet.
In der vorwiegend im englischen Sprachraum gebräuchlichen Systematik der Minerale nach Dana ist Kotulskit ebenfalls als Namensgeber der „Nickelingruppe (Hexagonal: P63/mmc)“ mit der System-Nr. 02.08.11 innerhalb der Unterabteilung der „Sulfide – einschließlich Seleniden und Telluriden – mit der Zusammensetzung AmBnXp, mit (m+n) : p = 1 : 1“ zu finden.

## Kristallstruktur
Kotulskit kristallisiert in der hexagonalen P63mc (Nr. 186) mit den Gitterparametern a = 4,15 Å und c = 5,67 Å sowie einer Formeleinheit pro Elementarzelle.

## Bildung und Fundorte

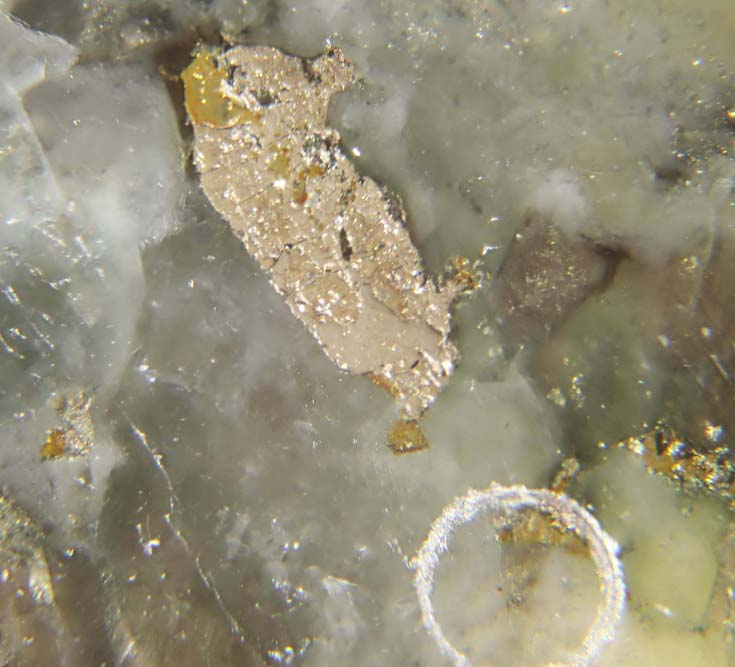
Kotulskit (Einschluss im Zentrum des Kreises) und Moncheit (restliche goldfarbige Einschlüsse) aus dem Stillwater-Komplex, Montana, USA

Kotulskit bildet sich als akzessorischer Bestandteil in ultramafischen Gesteinen, wo er sowohl primär als auch sekundär durch hydrothermale Ausfällung in platin- und palladiumhaltigen Kupfer-Nickel-Lagerstätten entstehen kann. Als Begleitminerale können neben Sobolevskit unter anderem noch Merenskyit, Michenerit, Moncheit, Braggit und viele andere Pt–Pd-Minerale sowie die Eisen-Kupfer-Nickel-Sulfide und Telluride Bornit, Chalkopyrit, Melonit, Pentlandit, Pyrit und Pyrrhotin auftreten.
Als eher seltene Mineralbildung kann Kotulskit an verschiedenen Fundorten zum Teil zwar reichlich vorhanden sein, insgesamt ist er aber wenig verbreitet. Weltweit sind bisher etwas mehr als 140 Fundorte dokumentiert. Außer an seiner Typlokalität in den Kupfer-Nickel-Vererzungen der Montschetundra nahe Monchegorsk trat das Mineral noch an vielen Stellen in der Oblast Murmansk auf wie unter anderem im Fedorovo-Pansky-Massiv und der Voltschetundra (engl. Volchetundra) sowie in den Verwaltungsbezirken (Oblast) Amur, Irkutsk, Kamtschatka, Chabarowsk, Krasnojarsk, Swerdlowsk, Transbaikalien und der Republik Karelien auf.
In Österreich ist mit der ehemaligen Grube Gaiswand mit Sulfid-Erzen in Chloritschiefer am Haidbachgraben im Felbertal nahe Mittersill im Salzburger Land bisher nur ein Fundort bekannt.
Weitere Fundorte liegen unter anderem in Botswana, Brasilien, China, der Elfenbeinküste, Finnland, Griechenland, Grönland, Indien, Kanada, der Demokratischen Republik Kongo, Marokko, Norwegen, auf der zu den Philippinen gehörenden Insel Luzon, Schweden, Simbabwe, Südafrika, Tansania, im Vereinigten Königreich und den Vereinigten Staaten von Amerika.